# ロバート・ファーディナンド・ワーグナー

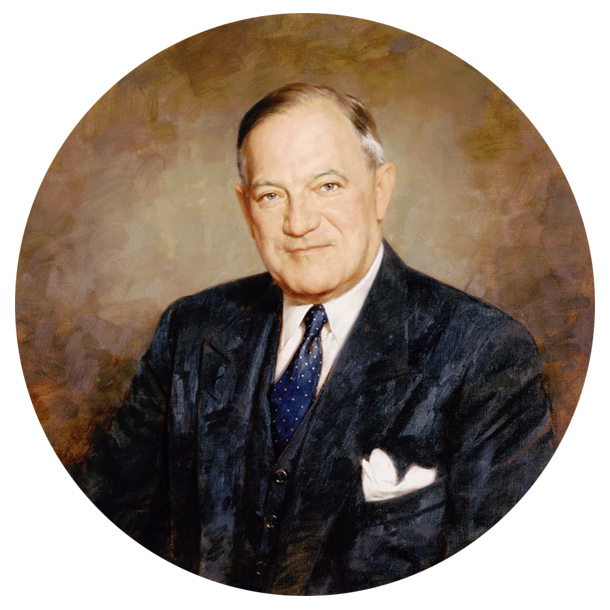
ロバート・ワーグナー

ロバート・ファーディナンド・ワーグナー（Robert Ferdinand Wagner, 1877年6月8日 - 1953年5月4日）は、アメリカ合衆国の政治家、弁護士。ニューヨーク州選出の民主党連邦上院議員。男性。1935年に成立した全国労働関係法（通称ワグナー法）の起草者。

## 来歴
ドイツで生まれ、1885年に両親とともにアメリカへ移住。ニューヨーク市に定住し、1898年にニューヨーク市立大学シティカレッジを卒業後、1900年にニューヨーク法学校を卒業して弁護士資格を取得した。ニューヨーク州議会の議員、及び州最高裁判所の判事を務めたあと、1926年より連邦議会上院議員。1944年まで4期連続で当選し、1949年に病気を理由に引退した。
死後、ニューヨーク市クイーンズの墓地に埋葬された。息子はニューヨークの元市長。